# Джовани Палмиери
Джовани Палмиери (на италиански: Giovanni Palmieri) е италиански тенисист.

## Биография
Джовани Палмиери е роден на 11 октомври 1906 г. в Рим, Италия.
Участва на Уимбълдън през 1932 и 1935 г. През 1932 г. се състезава на сингъл и губи в първия кръг. С Уинифред Биймиш играе на смесени двойки и стига до втори кръг. През 1935 г. побеждава Хидео Нишимура и Кам Малфрой, за да стигне до третия кръг на сингъл, там губи от седмия поставен Родерих Менцел в два сета. Партнира си с Валентино Тарони в турнира на двойки, но са победени в първия кръг.
Джовани Палмиери участва на френското първенство на сингъл от 1932 до 1934 г. При първото си участие през 1932 г. достига до трети кръг, в който играе срещу 12-ия поставен Джордж Литълтън-Роджърс. Палмиери води с два на един сета, но в крайна сметка губи в пет сета. През 1933 г. губи във втория кръг от шестия поставен Джиро Сато, а в последното си участие през 1934 г. достига трети кръг, губи от четвъртия поставен и бъдещ шампион Готфрид фон Крам в пет сета.
През 1934 г. той печели титлата на сингъл на италианското първенство в Милано, печели финала срещу своя сънародник Джорджо де Стефани в три поредни сета. В партньорство с Джордж Литълтън-Роджърс печели и титлата на двойки. През 1935 г. турнирът се премества във Форо Италико в Рим, той отново достига финал на сингъл, но губи от Уилмър Хайнс в три сета. Палмиери печели титлата на сингъл през 1935 г. след победа на финала срещу Хенри (Бъни) Остин.
Джовани Палмиери е член на италианския отбор за Купа Дейвис, който достига финала на Зона Европа през 1932 г., той достига рекорд от пет победи и пет загуби. Палмиери печели италианския национален шампионат на сингъл в продължение на пет последователни години от 1932 до 1937 г.
Джовани Палмиери е класиран под номер 8 в Европа през 1936 г. от Хайнрих Клайншрот, бивш шампион на Германия и играч на Купа Дейвис.
За кратко Палмиери става професионален играч, състезава се на Лондон Про Чемпиъншипс, проведен през април 1939 г. в Олимпия Арена. Турнирът се играе в кръгов формат и Палмиери завършва последен, губи всичките си седем мача срещу Анри Коше, Ян Кожелух, Дан Маскел, Ханс Нюслайн, Робърт Рамилон, Лестър Щофен и Бил Тилдън. Само срещу Маскел той печели сет.
Джовани Палмиери почива на 13 февруари 1982 г. на 75 години.

## Кариерна статистика
- Списъкът е непълен

### Финали
|        | П–З | Година | Турнир                | Клас | Настилка | Опонент            | Резултат                |
| ------ | --- | ------ | --------------------- | ---- | -------- | ------------------ | ----------------------- |
| Победа |     | 1934   | Италия Оупън          |      | Клей     | Джорджо де Стефани | 6–3, 6–0, 7–5           |
| Загуба |     | 1935   | Италия Оупън          |      | Клей     | Уилмър Хайнс       | 3–6, 8–10, 7–9          |
| Победа |     | 1935   | Сицилия Оупън         |      | Клей     | Жан Лесюер         | 7–5, отказва се         |
| Победа |     | 1935   | Монте Карло Мастърс   |      | Клей     | Бъни Остин         | 6–1, 6–1, 7–5           |
| Победа |     | 1935   | Австрия Оупън Кицбюел |      | Клей     | Джорджо де Стефани | 6–4, 4–6, 6–1, 7–5      |
| Победа |     | 1936   | Сицилия Оупън         |      | Клей     | Аугусто Радо       | 2–6, 6–3, 4–6, 6–2, 6–3 |
| Победа |     | 1937   | Сицилия Оупън         |      | Клей     | Дьорд Далос        | 6–2, 6–3, 6–2           |